# Pseudaonidia obsita
Pseudaonidia obsita är en insektsart som beskrevs av Cockerell och Robinson 1915. Pseudaonidia obsita ingår i släktet Pseudaonidia och familjen pansarsköldlöss.
Artens utbredningsområde är Filippinerna. Inga underarter finns listade i Catalogue of Life.